# Lũ lụt ở Tây Âu 2021
Lũ lụt ở Tây Âu 2021 là một loạt các trận lũ lụt nghiêm trọng, bắt đầu từ ngày 14 tháng 7 năm 2021. Chúng đã ảnh hưởng đến một số lưu vực sông, phần lớn ở Đức, Luxembourg, Hà Lan và Bỉ. Thiệt hại đặc biệt nghiêm trọng ở Đức, nơi có ít nhất 106 người chết và khoảng 1.300 người khác vẫn còn mất tích tính đến ngày 16 tháng 7.

## Mưa lũ
Lượng nước mưa kỷ lục ở Tây Âu bắt đầu từ ngày 14 tháng 7 năm 2021 khiến nhiều con sông bị vỡ bờ, gây ra lũ lụt ở Bỉ, Đức, Hà Lan và Thụy Sĩ.

## Hậu quả
Thiệt hại nặng nề nhất từ trận lũ là ở huyện Ahrweiler, Rheinland-Pfalz, nơi sông Ahr dâng cao, phá hủy nhiều tòa nhà và làm ít nhất 18 người thiệt mạng.
Ít nhất  118 người đã chết vì nạn lũ lụt này, bao gồm 106 người ở Đức, 1 người ở Ý và 11 người ở Bỉ. Trận lũ lụt này là thiên tai gây chết người nhất ở Đức kể từ Thế chiến thứ hai. Hiện vẫn còn khoảng 1.300 người mất tích ở Đức 

## Các vùng bị ảnh hưởng

### Deutschland

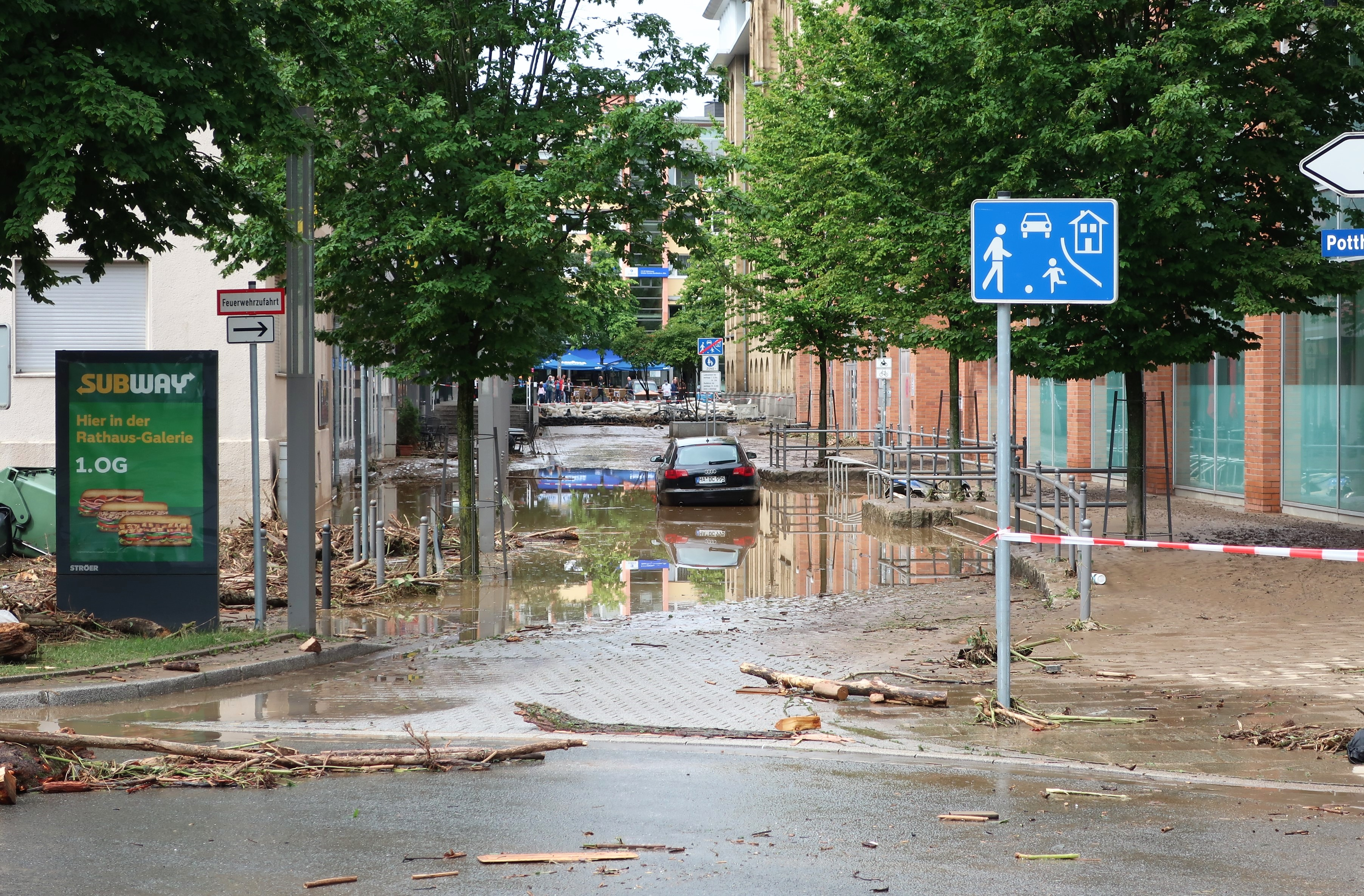
Thiệt hại ở đường Rathausstraße ở Hagen

#### 
| Số                              |             |
| ------------------------------- | ----------- |
| Ahrweiler (huyện)               | 28          |
| Euskirchen (huyện)              | 24          |
| Rheinbach (Rhein-Sieg-Kreis)    | 6           |
| Geilenkirchen (huyện Heinsberg) | 2           |
| Köln                            | 2           |
| Düsseldorf                      | 1           |
| Solingen                        | 1           |
| Werdohl (Märkischer Kreis)      | 1           |
| Altena (Märkischer Kreis)       | 1           |
| Rhein-Erft-Kreis                | 1           |
| Nạn nhân chưa biết xuất sứ      | ít nhất 39  |
| Tổng cộng                       | ít nhất 106 |

| Địa điểm hay huyện         |
| -------------------------- |
| Wuppertal                  |
| Aachen-Kornelimünster      |
| Eschweiler und Stolberg    |
| Hof                        |
| Leverkusen                 |
| Düsseldorf                 |
| Kreis Mettmann             |
| Oberbergischer Kreis       |
| Rheinisch-Bergischer Kreis |
| Rhein-Sieg-Kreis           |
| Rhein-Erft-Kreis           |
| Hagen                      |
| Eifelkreis Bitburg-Prüm    |
| Steinbachtalsperre         |

Vào giữa tháng 7, những trận mưa lớn đã dẫn đến lũ lụt lớn ở nhiều vùng khác nhau của Đức. Nordrhein-Westphalen và Rheinland-Pfalz bị ảnh hưởng đặc biệt nặng nề.
Ít nhất 94 người chết ở cả hai bang do những cơn bão nghiêm trọng. Trong số những người khác, hai nhân viên cứu hỏa đã chết trong lúc làm việc ở Nordrhein-Westphalen. Theo thống kê đầu tiên, số nạn nhân cao hơn nhiều so với cái gọi là trận lụt thế kỷ năm 2002, khi 21 người thiệt mạng ở Đức. Sau sự cố sập sáu ngôi nhà ở Eifel, khoảng 1300 người vẫn còn mất tích. 200.000 người ở Nordrhein-Westphalen và Rheinland-Pfalz bị ảnh hưởng do mất điện.
Huyện Ahrweiler (RLP) bị ảnh hưởng đặc biệt nặng nề, nơi lũ lụt từ sông Ahr để lại dấu vết tàn phá và phá hủy các cây cầu cũng như các cơ sở hạ tầng khác. Chỉ riêng tại xã Schuld và thành phố Sinzig, đã có ít nhất 28 người chết. Chín người chết ở Sinzig là cư dân của một cơ sở dành cho người tàn tật. Lũ lụt đến nhanh hơn những người đó có thể được đưa đến nơi an toàn. Tình trạng thiên tai được tuyên bố ở thành phố Hof và huyện Hof (Bayern) và quận Vulkaneifel (RLP). Bởi vì sông Inde tràn bờ, mỏ lộ thiên Inden bị ngập một phần, một người sau đó được báo cáo là mất tích.
Do đập Steinbach có nguy cơ bị sập, 4.500 cư dân ở 3 ngôi làng lân cận phải rời bỏ nhà cửa. Trong mọi trường hợp, mọi người không nên quay trở lại căn hộ hoặc nhà của họ.

### Thụy Sĩ
Sau những trận mưa lớn kéo dài nhiều ngày ở các dãy núi Alps, Jura và Cao nguyên Thụy Sĩ, nhiều dòng suối, sông và hồ đã vỡ bờ ở một số bang kể từ ngày 11 tháng 7 năm 2021, và lở đất đã xảy ra ở một số nơi. Nhiều ngôi làng bị ngập lụt và một số kết nối giao thông bị gián đoạn. Vào ngày 14 tháng 7, các nhà chức trách đã tuyên bố mức độ nguy hiểm cao nhất đối với một số vùng sông hồ, đặc biệt là các hồ lớn ở rìa dãy Alps.
Gió giật mạnh đã gây ra thiệt hại lớn về tài sản từ ngày 12 đến ngày 13 tháng 7, bao gồm cả ở thành phố Zurich, cũng như gián đoạn mạng lưới giao thông.
Nước dâng cao độ nguy hiểm và lũ lụt tại một số địa phương cũng xảy ra đặc biệt ở các hệ thống sông Aare, Reuss, Limmat và Rhone cũng như ở bang Tessin. Sông Reuss đã tràn bờ vào ngày 13 tháng 7 tại các bang Uri và Aargau. Schachenland và Stroppelinsel gần Brugg và Gibstorf, nơi sông Reuss và Limmat đổ vào sông Aare, bị ngập nước. Ở một số xã, đường dọc theo bờ sông và cầu đã bị đóng cửa. Thiệt hại cũng do nước ngầm dâng cao.
Các dòng chảy mang theo đất và đá đổ vào làng Oberwald, ở Oberwallis và chôn vùi các tuyến đường giao thông và một phần của khu định cư.  Tuyến đường Matterhorn-Gotthard-Bahn và các đường đèo qua đèo Grimsel, Furka và Nufenen đã bị đóng cửa. Để đề phòng, bang Uri đã đóng cửa xa lộ A 2 cạnh sông Reuss gần Altdorf.
Các kết nối giao thông đến Engelberg và đường bang Lausanne - Vevey bị gián đoạn do dòng chảy đá vụn và lở đất. Do một vụ lở đất, con đường chính Bellinzona - Airolo đã bị đóng cửa kể từ ngày 14 tháng 7.
Trận lụt do các nhánh sông Rhein bên dưới cửa sông Aare gây ra làm cho việc vận chuyển trên sông Rhein tại Basel phải tạm dừng vào ngày 13 tháng 7. Việc vận chuyển cũng dừng lại ở Hồ Lucerne, Hồ Thun và Hồ Biel.
Sông Birs gây ngập lụt tại các khu vực gần sông gần Basel. Hồ Biel tràn bờ gần Nidau.

### Bỉ
Vào ngày 15 tháng 7, tất cả 200.000 cư dân của Liège, khu đô thị lớn thứ ba ở Bỉ, đã được yêu cầu rời khỏi thành phố hoặc di chuyển đến vùng đất cao trong bối cảnh lo ngại rằng sông Meuse có thể vỡ bờ và một cây cầu đập có thể bị sập. Kể từ ngày 15 tháng 7, không có phương tiện giao thông nào được phép chạy vào trung tâm thành phố Liège, giao thông chỉ được phép di chuyển như một phần của cuộc tản cư. Ngoài ra, do lũ lụt lớn, một số các xã ở các tỉnh Liège và Namur không có nước máy uống được để dùng. Tất cả các dịch vụ xe lửa trong vùng Wallonia đã bị đình chỉ. Hai người đã thiệt mạng ở tỉnh Liège. Một người đàn ông đeo vòng bơi đã nhảy xuống dòng suối thành phố đang hoành hành, mất tích kể từ đó và các nhân viên cứu hộ sau đó đã tìm thấy thi thể của anh ta.

### Hà Lan

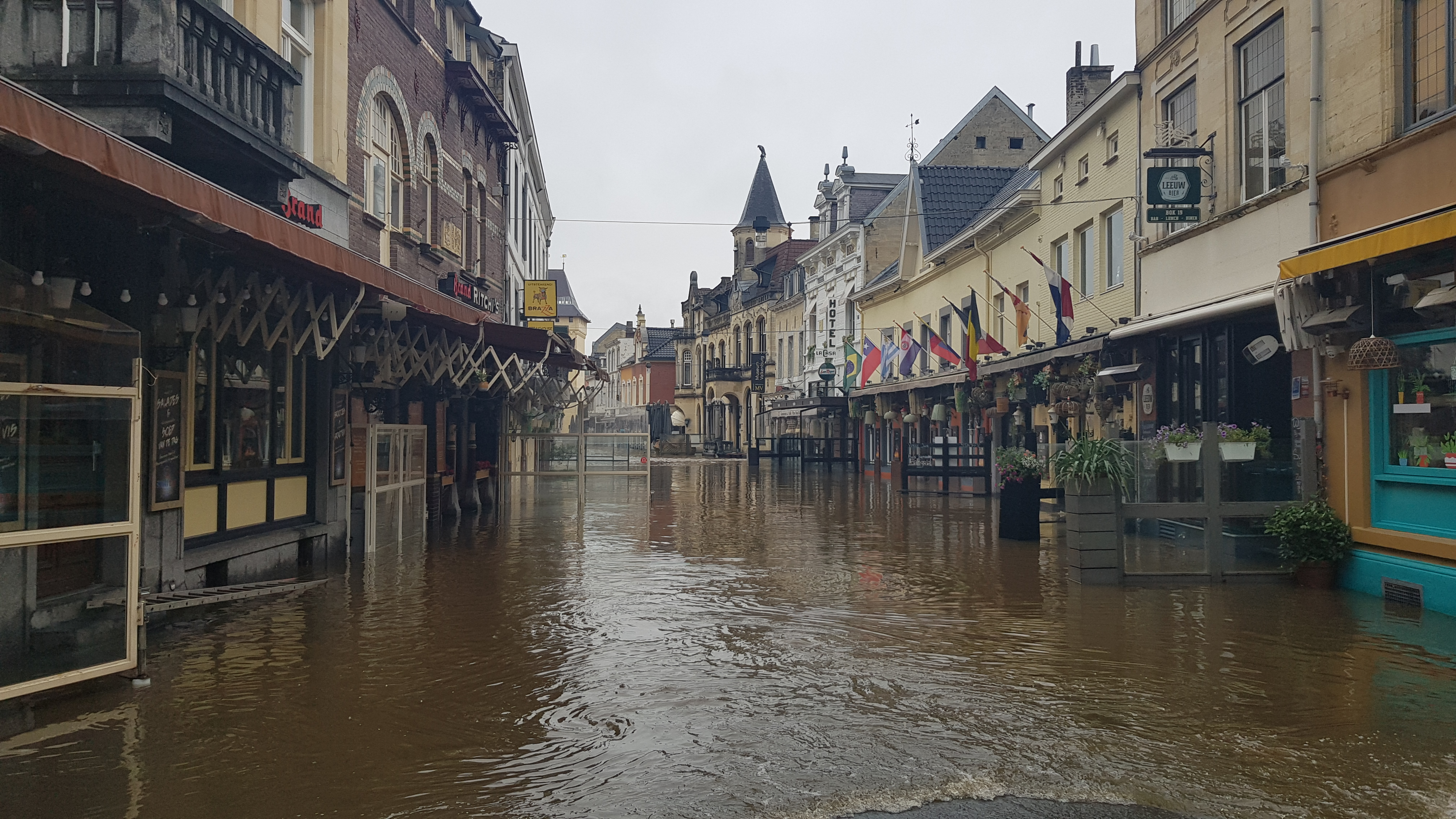
Nước lũ của sông Göhl ở trung tâm Valkenburg aan de Geul, Hà Lan

Phần phía nam của tỉnh Limburg thuộc Hà Lan bị ảnh hưởng đặc biệt nghiêm trọng. Tại Heuvelland, mưa lớn vào ngày 13 và 14 tháng 7 đã khiến các dòng suối và sông nhỏ bị vỡ bờ. Theo KNMI, ở một số nơi, lượng mưa từ 86 đến 98 lít trên một mét vuông đã rơi xuống trong vòng 24 giờ. Các trận lũ lụt từ đó gây ra thiệt hại nghiêm trọng. Do lượng nước lớn, các phần của đường cao tốc A2, A79 và A76 đã bị đóng cửa.  Vào ngày 15 tháng 7, một số nơi ở thành phố Roermond, thủ phủ của tỉnh Maastricht, xã Stein và Eijsden-Margraten  và thị trấn nhỏ Valkenburg đã được sơ tán. Một con đê kênh bị vỡ gần Maastricht; vào ngày 16 tháng 7, nhiều cư dân đã được sơ tán dọc theo sông Mass. Ở Venlo, một bệnh viện đã được sơ tán để đề phòng, trong khi một số người trong số những người sơ tán ngày hôm trước đã có thể trở về nhà. Vào giữa tháng 7, sông Mass dâng lên ở một số nơi mực nước cao nhất kể từ khi bắt đầu đo đạc vào năm 1911. Vì lý do này, hơn 10.000 người đã được sơ tán ở Venlo và các cộng đồng lân cận vào tối cùng ngày.

### Ý
Các cơn bão cũng đến miền đông bắc Ý và gây thiệt hại cho cây trồng nông nghiệp. Ở Trentino-Nam Tirol, một cây đổ đã làm hỏng một cáp treo và một số con đường bị gián đoạn, và ở Veneto, một người đã thiệt mạng.